# ناحیه کلیتون، شهرستان آرناک، میشیگان
ناحیه کلیتون (به انگلیسی: Clayton Township) یک منطقهٔ مسکونی در ایالات متحده آمریکا است که در شهرستان ارناک، میشیگان واقع شده‌است.
 ناحیه کلیتون ۸۳٫۳ کیلومتر مربع مساحت و ۱٬۰۹۷ نفر جمعیت دارد و ۲۵۵ متر بالاتر از سطح دریا واقع شده‌است.